# Fita Bayisa
Fita Bayisa (Ambo, 15 dicembre 1972) è un ex mezzofondista etiope.

## Palmarès

### Giochi olimpici
- 1 medaglia:
  - 1 bronzo (Barcellona 1992 nei 5000 m piani)

### Mondiali
- 2 medaglie:
  - 1 argento (Tokyo 1991 nei 5000 m piani)
  - 1 bronzo (Stoccarda 1993 nei 5000 m piani)

### Giochi panafricani
- 1 medaglia:
  - 1 oro (Il Cairo 1991 nei 5000 m piani)

### Mondiali juniores
- 1 medaglia:
  - 1 oro (Plovdiv 1990 nei 5000 m piani)

## Altre competizioni internazionali
1992
- Oro al Cross Zornotza ( Amorebieta-Etxano) - 34'34"
- Oro all'Almond Blossom Cross Country ( Albufeira) - 29'06"

1993
- Oro alla Cinque Mulini ( San Vittore Olona) - 32'24"
- Oro al Cross di Alà dei Sardi ( Alà dei Sardi) - 30'24"
- Oro al Cross Internacional Valle de Llodio ( Llodio) - 27'58"
- Oro al Juan Muguerza Cross-Country Race ( Elgoibar) - 29'38"
- Oro al Cross Internacional de Italica ( Italica) - 27'53"
- Oro al Cross Internacional de Venta de Baños ( Venta de Baños)

1994
- Oro alla Cinque Mulini ( San Vittore Olona)
- Oro al Cross Internacional Valle de Llodio ( Llodio) - 28'41"

1995
- Oro al Campaccio ( San Giorgio su Legnano) - 34'38"
- Oro al Cross di Alà dei Sardi ( Alà dei Sardi) - 30'28"

1999
- Oro alla Belgrade Race Through History ( Belgrado)

2000
- Argento alla Cleveland 10 km ( Cleveland) - 28'24"

2001
- 7º alla Cherry Blossom 10 mile ( Washington) - 46'53"
- 23º alla Crescent City Classic 10 km ( New Orleans) - 30'19"
- 6º alla San Juan World's Best 10K ( San Juan) - 29'20"
- 13º alla Carlsbad 5000 ( Carlsbad) - 14'13"

2002
- 7º alla Nice Half Marathon ( Nizza) - 1h05'23"